# جند (شهر)
جَند شهری در قزاقستان  کنونی قرون وسطایی در سمت راست بخش‌های جنوبی رود سیردریا در فرارود بود. جند کانون اصلی سلجوقی‌ها و زادگاه طغرل بیگ سلجوقی بود.اما بعدها توسط مغول‌ها ویران شد و امروزه روستایی فرسوده بیش نیست.
در زمستان ۶۱۲ هجری سلطان محمد خوارزمشاه از این منطقه عبور کرده و برای اولین بار با مغولان مواجه و جنگی در گرفته که مهارت و شجاعت در جنگ را به خوارزمشاه فهماندند.[۱]